# Seiko Matsuda Concert Tour 2000 20th Party
『Seiko Matsuda Concert Tour 2000 20th Party』（セイコ・マツダ・コンサート・ツアー・ツーサウザンド・トゥエンティース・パーティー）は、松田聖子のライヴ・ビデオ。2000年12月13日発売。発売元はKitty MME。

## 解説
同年7月～8月に行われた20周年記念コンサート・ツアーの模様を収録したライヴ・ビデオ。
同年発売アルバム『20th Party』からの曲を中心に披露した。
スペシャルゲストとして原田真二が登場した。

## 収録曲
1. 20th Party
2. 感謝しているヨ!
3. 強い向かい風の中で
4. 上海ラヴソング
5. Pretty Baby
6. RAIN
7. Unseasonable Shore
8. あなたに逢いたくて～Missing You～
9. 瑠璃色の地球
10. パイナップル・アイランド
11. シャドー・ボクサー（原田真二）
12. 夏物語
13. メドレー（裸足の季節/青い珊瑚礁/風は秋色/チェリーブラッサム/夏の扉/白いパラソル/渚のバルコニー/秘密の花園/SWEET MEMORIES/瞳はダイアモンド/Rock'n Rouge/時間の国のアリス/ハートのイアリング/天使のウインク/赤いスイートピー）
14. 大切なあなた
15. 素敵にOnce Again
16. 輝いた季節へ旅立とう
17. ～松田聖子スペシャルインタビュー〜